# Anneau de Dedekind non commutatif
Par anneau de Dedekind non commutatif, on entend ici un anneau qui généralise la notion classique d'anneau de Dedekind au cas non commutatif. Ce qui suit est donc valide dans le cas commutatif également. Un exemple d'anneau de Dedekind non commutatif est la première algèbre de Weyl {\displaystyle A_{1}\left(k\right)}, {\displaystyle k} désignant un corps commutatif de caractéristique 0.

## Idéaux inversibles et idéaux projectifs
Soit {\displaystyle R} un anneau d'Ore à gauche et {\displaystyle K} son corps de fractions à gauche. Un idéal à gauche {\displaystyle {\mathfrak {a}}} de {\displaystyle R} est inversible s'il existe des éléments {\displaystyle q_{1},...,q_{n}} dans {\displaystyle K} et {\displaystyle a_{1},...,a_{n}} dans {\displaystyle {\mathfrak {a}}} tels que {\displaystyle {\mathfrak {a}}q_{i}\subset R} et {\displaystyle \sum _{1\leq i\leq n}q_{i}a_{i}=1},.
Suivant la définition ci-dessus, un idéal à gauche inversible est de type fini. Un idéal à gauche est inversible si, et seulement s'il est projectif et non nul.

## Anneaux héréditaires et anneaux de Dedekind

### Définitions et propriétés générales
On appelle héréditaire (en) à gauche un anneau dont tous les idéaux à gauche sont projectifs. On définit de même un anneau héréditaire à droite. Un anneau héréditaire est un anneau héréditaire à gauche qui est héréditaire à droite.
Les anneaux héréditaires à gauche sont ceux dont la dimension globale à gauche est inférieure ou égale à 1.

Un anneau de Dedekind à gauche est un anneau d'Ore à gauche qui est héréditaire à gauche (ou, de manière équivalente, qui est tel que tous ses idéaux à gauche non nuls sont inversibles). On définit de même un anneau de Dedekind à droite, et un anneau de Dedekind est un anneau de Dedekind à gauche qui est un anneau de Dedekind à droite.
D'après ce qui précède, un anneau de Dedekind à gauche est noethérien à gauche (et un anneau de Dedekind est noethérien). Plus précisément, dans un anneau de Dedekind un idéal à gauche ou à droite est engendré par 2 éléments. Un anneau principal à gauche est un anneau de Dedekind à gauche.
Cette définition d'un anneau de Dedekind est bien entendu valide dans le cas commutatif et équivaut alors à la définition classique due à Emmy Noether (anneau commutatif intègre noethérien, intégralement clos dans lequel tout idéal premier non nul est maximal: voir l'article Anneau de Dedekind).

### Exemples
Soit l'anneau des opérateurs différentiels de la forme
{\displaystyle a_{0}\left(t\right){\frac {d^{n}}{dt^{n}}}+a_{1}\left(t\right){\frac {d^{n-1}}{dt^{n-1}}}+...+a_{n}\left(t\right)}.
où les {\displaystyle a_{i}\left(t\right)} sont des polynômes en {\displaystyle t} à coefficients dans le corps {\displaystyle k=\mathbb {R} } ou {\displaystyle \mathbb {C} }. Cet anneau, isomorphe à la première algèbre de Weyl {\displaystyle A_{1}\left(k\right)}, est un anneau de Dedekind simple.
Plus généralement, soit {\displaystyle A} un anneau, {\displaystyle \alpha :a\mapsto a^{\alpha }} un endomorphisme de {\displaystyle A} et {\displaystyle \delta :A\rightarrow A:a\mapsto a^{\delta }} une application additive. Cette application {\displaystyle \delta } est appelée une {\displaystyle \alpha }-dérivation si l'on a l'identité {\displaystyle \left(ab\right)^{\delta }=a^{\alpha }b^{\delta }+a^{\delta }b}. Lorsque {\displaystyle \alpha =1_{A}}, cette identité n'est autre que la règle de Leibniz et une telle dérivation est dite extérieure. Si {\displaystyle A} est, par exemple, l'anneau des polynômes en {\displaystyle t} à coefficients dans le corps {\displaystyle k=\mathbb {R} } ou {\displaystyle \mathbb {C} }, on peut aussi considérer l'opérateur d'avance {\displaystyle \alpha :a\left(t\right)\mapsto a\left(t+1\right)} et l'opérateur aux différences {\displaystyle \delta =\alpha -1} (la dérivation est cette fois intérieure, car de la forme {\displaystyle a^{\delta }=a^{\alpha }b-ba}; une dérivation extérieure est une dérivation qui n'est pas intérieure).
De manière générale, on appelle polynôme tordu à gauche d'indéterminée {\displaystyle X} à coefficients dans {\displaystyle A} muni de l'{\displaystyle \alpha }-dérivation {\displaystyle \delta } un élément de la forme
{\displaystyle f\left(X\right)=f_{0}X^{n}+f_{1}X^{n-1}...+f_{n}}
où les {\displaystyle f_{i}} appartiennent à {\displaystyle A} et où l'on a la règle de commutation {\displaystyle Xa=a^{\alpha }X+a^{\delta }} pour tout a\in {\displaystyle A}. Un polynôme tordu à droite est un élément de la forme
{\displaystyle g\left(X\right)=X^{n}g_{0}+X^{n-1}g_{1}...+g_{n}}.
L'ensemble des polynômes tordus à gauche (resp. à droite) est noté {\displaystyle A[X;\alpha ,\delta ]_{l}} (resp. {\displaystyle A[X;\alpha ,\delta ]_{r}}). Ces deux ensembles sont des groupes abéliens et {\displaystyle A[X;\alpha ,\delta ]_{l}} est un anneau. De plus, si {\displaystyle \alpha } est un automorphisme, ces deux ensembles coïncident et sont notés {\displaystyle A[X;\alpha ,\delta ]}. Si {\displaystyle A=k[t]} et {\displaystyle \alpha =1_{A}}, on retrouve à un isomorphisme près l'algèbre de Weyl {\displaystyle A_{1}\left(k\right)}.
Soit {\displaystyle A} un anneau de Dedekind commutatif qui est une {\displaystyle \mathbb {Q} }-algèbre et {\displaystyle \alpha } un automorphisme de {\displaystyle A}. On montre que les conditions suivantes sont équivalentes:
(1) {\displaystyle R=A[X;\alpha ,\delta ]} est un anneau de Dedekind.
(2) {\displaystyle R} est simple.
(3) {\displaystyle A} n'a pas d'idéal propre non nul stable par {\displaystyle \delta } et {\displaystyle \delta } est une dérivation extérieure.
Soit de nouveau {\displaystyle A} un anneau de Dedekind commutatif et {\displaystyle \delta } une dérivation intérieure, de la forme {\displaystyle a^{\delta }=a^{\alpha }b-ba} où {\displaystyle \alpha } est un automorphisme de {\displaystyle A}. On peut faire le changement d'indéterminée {\displaystyle Y=X+b} et considérer l'anneau de polynômes gauche {\displaystyle R=A[Y;\alpha ]=A[X;\alpha ,\delta ]}. On a alors la règle de commutation {\displaystyle Ya=a^{\alpha }Y}. Soit {\displaystyle S=\left\{Y^{n}:n\geq 0\right\}}; {\displaystyle T=S^{-1}A\left[Y;\alpha \right]} est le localisé de {\displaystyle R} à {\displaystyle S} et cet anneau est appelé l'anneau des polynômes de Laurent tordus, et noté {\displaystyle T=A\left[Y,Y^{-1};\alpha \right]}. On montre que les conditions suivantes sont équivalentes:
(1') {\displaystyle T} est un anneau de Dedekind.
(2') {\displaystyle T} est simple.
(3') {\displaystyle A} n'a pas d'idéal propre non nul stable par {\displaystyle \alpha } et aucune puissance de {\displaystyle \alpha } n'est un automorphisme intérieur de {\displaystyle A}, i.e. de la forme {\displaystyle a\mapsto u^{-1}au} où {\displaystyle u} est une unité de {\displaystyle A}.

## Modules sur les anneaux de Dedekind non commutatifs
Soit {\displaystyle R} un anneau de Dedekind non nécessairement commutatif et {\displaystyle M} un {\displaystyle R}-module à gauche de type fini. On a la décomposition
{\displaystyle M={\mathcal {T}}\left(M\right)\oplus P}
où {\displaystyle {\mathcal {T}}\left(M\right)} est le sous-module de torsion de {\displaystyle M} (qui est bien défini car, {\displaystyle R} étant Noethérien, c'est un anneau d'Ore) et où {\displaystyle P} est un sous-module projectif. De plus, en désignant par {\displaystyle n} le rang de {\displaystyle P}, il existe un idéal à gauche {\displaystyle {\mathfrak {I}}} (évidemment projectif) tel que
{\displaystyle P\cong R^{n-1}\oplus {\mathfrak {I}}}.
Enfin, {\displaystyle {\mathcal {T}}\left(M\right)} est une somme directe de sous-modules cycliques, i.e. il existe des idéaux à gauche {\displaystyle {\mathfrak {a}}_{i}\left(1\leq i\leq r\right)} tels que
{\displaystyle {\mathcal {T}}\left(M\right)\cong \oplus _{1\leq i\leq r}R/{\mathfrak {a}}_{i}}.
Si {\displaystyle R} est simple et non artinien, {\displaystyle {\mathcal {T}}\left(M\right)} est cyclique (i.e. {\displaystyle r=1}) et complètement fidèle (i.e. tout quotient non nul de {\displaystyle {\mathcal {T}}\left(M\right)} est fidèle).
Si {\displaystyle R} est commutatif, il existe des idéaux premiers non nuls (ou, de manière équivalente, des idéaux maximaux) {\displaystyle {\mathfrak {p}}_{i}} et des entiers naturels {\displaystyle n_{i}} tels que {\displaystyle {\mathfrak {a}}_{i}={\mathfrak {p}}_{i}^{n_{i}}} où les familles {\displaystyle \left({\mathfrak {p}}_{i}\right)_{1\leq i\leq r}} et {\displaystyle \left(n_{i}\right)_{1\leq i\leq r}} sont uniques à une permutation près de l'ensemble des indices.
Enfin, dans le cas particulier où {\displaystyle R} est un anneau principal commutatif, {\displaystyle {\mathfrak {I}}\cong R}, {\displaystyle P\cong R^{n}} et {\displaystyle {\mathfrak {p}}_{i}=\left(p_{i}\right)} où {\displaystyle p_{i}} est un atome (i.e. un élément irréductible, ou extrémal, ou de manière équivalente ici, premier). Ce théorème de structure d'un module de type fini sur un anneau principal est classique (les {\displaystyle p_{i}^{n_{i}}} étant alors les diviseurs élémentaires de {\displaystyle {\mathcal {T}}\left(M\right)}). Voir aussi l'article anneau principal non commutatif.